# Битва на Гайбері

«Битва на Гайбері» Еральдо Мондзельйо тримає за шию Теда Дрейка. 14 листопада 1934 року

«Битва на Гайбері» (англ. Battle of Highbury) — товариська гра між збірними Англії та Італії, що відбулась 14 листопада 1934 року на стадіоні «Гайбері» (Лондон).

## Перед матчем
Італійці за 5 місяців до цього стали чемпіонами світу, і дана гра мала визначити фактичного чемпіона світу та хто є найкращою збірною того часу. На той час збірна Англії вважалася найсильнішою збірною в Європі, тому матч в Британії був разрекламований як "реальний" фінал чемпіонату світу. Для італійців матч був дуже важливий, Беніто Муссоліні навіть призначив кожному гравцю по машині Alfa Romeo та винагороду в розмірі 150 фунтів стерлінгів( (приблизно 6 000 фунтів в сучасному еквіваленті) у разі перемоги.

## Події матчу
Гра повністю відповідала терміну «битва» — велика кількість відвертих грубощів і ряд травм гравців у складі обох збірних, а сам матч став одним із найбрудніших в історії футболу. В підсумку англійцям вдалося перемогти з рахунком 3-2.

## Після матчу
Завдяки перемозі збірна Англії залишила за собою неофіційне звання найкращої команди світу, попри те, що не брала участі в чемпіонаті світу.

## Протокол
| 14 листопада 1934 14:30 UTC+0 |

| Англія                          | 3—2                   | Італія                   |
| ------------------------------- | --------------------- | ------------------------ |
| Ерік Брук 3', 10' Тед Дрейк 12' | Протокол 1 Протокол 2 | 58', 62' Джузеппе Меацца |

| «Гайбері», Лондон Глядачів: 56 044 Арбітр: Отто Ольсон |

| Англія | Італія |

| АНГЛІЯ: |    |                 |
|         |    |                 |
| GK      | 1  | Френк Мосс      |
| RB      | 2  | Джордж Мейл     |
| LB      | 3  | Едді Гепґуд (к) |
| RH      | 4  | Кліфф Бріттон   |
| CH      | 5  | Джек Баркер     |
| LH      | 6  | Вілф Коппінг    |
| OR      | 7  | Стенлі Метьюз   |
| IR      | 8  | Рей Бовден      |
| CF      | 9  | Тед Дрейк       |
| IL      | 10 | Кліфф Бастін    |
| OL      | 11 | Ерік Брук       |

| ІТАЛІЯ:        |    |                      |
|                |    |                      |
| GK             | 1  | Карло Черезолі       |
| RB             | 2  | Еральдо Мондзельйо   |
| LB             | 3  | Луїджі Аллеманді     |
| RH             | 4  | Аттіліо Ферраріс (к) |
| CH             | 5  | Луїс Монті           |
| LH             | 6  | Луїджі Бертоліні     |
| OR             | 7  | Енріке Ґвайта        |
| IR             | 8  | П'єтро Серантоні     |
| CF             | 9  | Джузеппе Меацца      |
| IL             | 10 | Джованні Феррарі     |
| OL             | 11 | Раймундо Орсі        |
| Тренер:        |    |                      |
| Вітторіо Поццо |    |                      |